# Зернистість (мінералогія)
Зернистість (рос. зернистость, англ. grain, graininess; нім. Körnung f) – крупність зерен мінералів, які утворюють породи. Розрізняють крупнозернисті породи з зернами діаметром понад 5 мм, середньозернисті – 1-5 мм і дрібнозернисті – з зернами діаметром менше 1 мм. Чим менше зерно матеріалу і чим міцніше цементуючі зерна речовини, тим важче руйнується порода при бурінні, вибуху, в дробарках, млинах і т.і.